# Secretaria de Desenvolvimento Agropecuário e Cooperativismo
A Secretaria de Desenvolvimento Agropecuário e Cooperativismo (SDAC) é um órgão específico singular, subordinado ao Ministério da Agricultura, Pecuária e Abastecimento do Brasil. Promove o desenvolvimento do agronegócio executando atividades, programas e ações de cooperativismo e associativismo rural, infraestrutura, logística, propriedade intelectual, tecnologia agropecuária e sistemas de produção e sustentabilidade agropecuária.

## Estrutura
SDAC é estruturada em quatro departamentos, responsáveis por diferentes setores organizacionais:
1. Departamento de Cooperativismo e Associativismo (DENACOOP) fomenta o associativismo entre cooperativas, assim como sua internacionalização, visando ampliar a participação econômica do setor cooperativo no leque de exportações do país. Também há políticas de incentivo ao cooperativismo entre o público jovem e entre mulheres, destinadas à inclusão social e maior participação econômica destes setores na sociedade.[1]
2. Departamento de Sistemas de Produção e Sustentabilidade (DEPROS) é responsável pela regulação e estímulo a práticas de agropecuária sustentáveis, que preservem o ambiente e os recursos naturais. As principais políticas desenvolvidas pelo Depros estão relacionadas à produção de alimentos orgânicos (Agroecologia), Sistemas de Produção Integrada para rastreabilidade e qualificação da produção e Sistemas de Conservação de Solos e Águas, que cuidam da manutenção e recuperação de áreas degradadas.[1]
3. Departamento de Propriedade Intelectual e Tecnologia da Agropecuária (DEPTA) é responsável pela questões relativas à proteção de propriedade intelectual ligada ao agronegócio, desenvolvimento e fomento a novas cultivares, pesquisa e desenvolvimento de implementos, máquinas e insumos. O Depta também é responsável pelo Sistema Nacional de Identificação Geográfica, que fomenta a homologação de regiões geográficas produtoras de alimentos certificados.[1]
4. Departamento de Infraestrutura e Logística (DIEL) coordena questões relativas ao escoamento e armazenagem dos produtos agropecuários brasileiros. Normatiza e fiscaliza condições físicas de portos, aeroportos e armazéns, além de desenvolver políticas de infraestrutura e obras para o incremento da capacidade logística do agronegócio. Controla a aviação voltada ao setor agrícola, normatizando e promovendo treinamentos para os pilotos-operadores. Também é responsável pela promoção das parcerias institucionais e pela assessoria a demandas parlamentares no âmbito do ministério.[1]